# Metadioctria rubida
Metadioctria rubida là một loài ruồi trong họ Asilidae. Metadioctria rubida được Coquillett miêu tả năm 1893.